# Jasiennaja
Jasiennaja (ros. Ясенная) – wieś (ros. деревня, trb. dieriewnia) w zachodniej Rosji, w osiedlu wiejskim Michnowskoje rejonu smoleńskiego w obwodzie smoleńskim.

## Geografia
Miejscowość położona jest nad Dnieprem, przy drodze federalnej R135 (Smoleńsk – Krasnyj – Gusino), 2 km od drogi federalnej R120 (Orzeł – Briańsk – Smoleńsk – Witebsk), 10 km od drogi magistralnej M1 «Białoruś», 2 km od centrum administracyjnego osiedla wiejskiego (Michnowka), 6 km od Smoleńska, 2 km od najbliższego przystanku kolejowego (Dacznaja I).
W granicach miejscowości znajdują się ulice: Bieriezowaja, Czerieszniewaja, 1-yj Dacznyj pierieułok, 2-oj Dacznyj pierieułok, Dnieprowskaja, Dnieprowskij tupik, Jabłocznaja, Jubilejnyj pierieułok, Kasztanowaja, Klenowaja, 1-ja Kottiedżnaja, 2-ja Kottiedżnaja, 3-ja Kottiedżnaja, Prigorodnyj pierieułok, Riabinowaja, Sołniecznaja, Sołniecznyj pierieułok, Sportiwnyj pierieułok, Wierchniaja, Wiszniewaja, Zariecznaja, Zielonyje Chołmy, Ziemlanicznaja, Żywopisnyj pierieułok.

## Demografia
W 2010 r. miejscowość zamieszkiwały 262 osoby.